# Blackmagic Design
Blackmagic Design é uma empresa australiana fundada em 2001 e que projeta e produz hardware de transmissão e cinema; notavelmente, câmeras digitais de cinema de última geração, e também desenvolve software de edição de vídeo, como os aplicativos DaVinci Resolve e Blackmagic Fusion.
Sua sede fica na cidade de Melbourne na Austráliae o fundador da empresa, Grant Petty é o maior acionista da Blackmagic Design com 36% de participação na empresa.

## Historia
A empresa foi fundada em 2001 por Grant Petty,e produziu seu primeiro produto, uma placa de captura para macOS chamada DeckLink, que foi a primeira a oferecer vídeo de 10 bits não compactado, em 2002.Mais tarde, a empresa lançou versões mais recentes do produto e adicionou recursos de correção de cores, suporte para Windows e suporte total para Adobe Premiere Pro e Microsoft DirectShow.
Em 2005, a empresa lançou vários produtos, incluindo a família Multibridge de conversores bidirecionais PCIe e a família FrameLink de software baseado em DPX.
Em 2006, a empresa lançou o software de produção de televisão Blackmagic On-Air.
Em 2009, a empresa adquiriu a Da Vinci Systems, com sede nos Estados Unidos e que é mais conhecida por seus produtos de correção e gradação de cores.
Em 2010, a empresa adquiriu a propriedade intelectual da Echolab e a linha ATEM de switchers de vídeo de produção.
No NAB Show 2012 e ocorrido em abril de 2012, a Blackmagic Design anunciou sua primeira câmera de cinema.
Em setembro de 2014, a empresa adquiriu a companhia canadense Eyeon Software Inc, conhecida pelo software de composição Blackmagic Fusion.
Em setembro de 2016, a Blackmagic adquiriu a empresa de equipamentos e software de áudio australiana Fairlight.
Em outubro de 2023, a Blackmagic Design lançou o aplicativo Blackmagic Camera para iPhone. Ele permite que os usuários gravem vídeo em clipes Apple ProRes ou H.264/H.265 para armazenamento local no telefone ou diretamente para o DaVinci Resolve usando o Blackmagic Cloud, atualizações posteriores adicionaram suporte para telefones Android.

## Produtos
Lista de produtos desenvolvidos e fabricados pela empresa:
| Câmeras Digitais de Filme                                                                                                 | Câmeras Digitais de Filme | Câmeras Digitais de Filme | Câmeras Digitais de Filme | Câmeras Digitais de Filme |
| --- | --- | --- | --- | --- |
| PYXIS | PYXIS | PYXIS 6KFF (2024) - PYXIS 12KFF (2025) | PYXIS 6KFF (2024) - PYXIS 12KFF (2025) | PYXIS 6KFF (2024) - PYXIS 12KFF (2025) |
| URSA | URSA 4KS35 (2014) - URSA 4K v2S35 (2015) - URSA 4.6KS35 (2015) | URSA 4KS35 (2014) - URSA 4K v2S35 (2015) - URSA 4.6KS35 (2015) | URSA 4KS35 (2014) - URSA 4K v2S35 (2015) - URSA 4.6KS35 (2015) | URSA 4KS35 (2014) - URSA 4K v2S35 (2015) - URSA 4.6KS35 (2015) |
| URSA | Cine | URSA Cine 12KFF (2024) - URSA Cine 17K65 (2024) | URSA Cine 12KFF (2024) - URSA Cine 17K65 (2024) | URSA Cine 12KFF (2024) - URSA Cine 17K65 (2024) |
| URSA | Mini | URSA Mini 4KS35 (2015) - URSA Mini 4.6KS35 (2016) - URSA Mini Pro 4.6KS35 (2017) - URSA Mini Pro 4.6K G2S35 (2019) - URSA Mini Pro 12kS35 (2020)                                                           | URSA Mini 4KS35 (2015) - URSA Mini 4.6KS35 (2016) - URSA Mini Pro 4.6KS35 (2017) - URSA Mini Pro 4.6K G2S35 (2019) - URSA Mini Pro 12kS35 (2020)                                                           | URSA Mini 4KS35 (2015) - URSA Mini 4.6KS35 (2016) - URSA Mini Pro 4.6KS35 (2017) - URSA Mini Pro 4.6K G2S35 (2019) - URSA Mini Pro 12kS35 (2020)                                                           |
| Cinema Camera | Cinema Camera | Cinema Camera | Cinema Camera2.5K (2012) - Cinema Camera 6KFF (2023) | Cinema Camera2.5K (2012) - Cinema Camera 6KFF (2023) |
| Cinema Camera | Cinema Camera | Cinema Camera | Pocket | Pocket CinemaS16 (2013) - Pocket Cinema 4KMFT (2018) - Pocket Cinema 6KS35 (2019) - Pocket Cinema 6K ProS35 (2021) - Pocket Cinema 6K G2S35 (2022)                                                         |
| Cinema Camera | Cinema Camera | Cinema Camera | Micro | Micro CinemaS16 (2015) |
| Production Camera | Production Camera | Production Camera | Production Camera | Production Camera 4KS35 (2013) |
| Câmeras de produção ao vivo                                                                                               | | | | |
| URSA Broadcast | URSA Broadcast | URSA Broadcast2/3" (2018) - URSA Broadcast G2S35 (2021) | URSA Broadcast2/3" (2018) - URSA Broadcast G2S35 (2021) | URSA Broadcast2/3" (2018) - URSA Broadcast G2S35 (2021) |
| Studio Camera | Studio Camera HD/4KMFT (2014) - Studio Camera 4K PlusMFT (2018) - Studio Camera 4K ProMFT (2021) - Studio Camera 6K ProS35 (2021) - Studio Camera 4K Pro G2MFT (2023) - Studio Camera 4K Plus G2MFT (2023) | Studio Camera HD/4KMFT (2014) - Studio Camera 4K PlusMFT (2018) - Studio Camera 4K ProMFT (2021) - Studio Camera 6K ProS35 (2021) - Studio Camera 4K Pro G2MFT (2023) - Studio Camera 4K Plus G2MFT (2023) | Studio Camera HD/4KMFT (2014) - Studio Camera 4K PlusMFT (2018) - Studio Camera 4K ProMFT (2021) - Studio Camera 6K ProS35 (2021) - Studio Camera 4K Pro G2MFT (2023) - Studio Camera 4K Plus G2MFT (2023) | Studio Camera HD/4KMFT (2014) - Studio Camera 4K PlusMFT (2018) - Studio Camera 4K ProMFT (2021) - Studio Camera 6K ProS35 (2021) - Studio Camera 4K Pro G2MFT (2023) - Studio Camera 4K Plus G2MFT (2023) |
| Studio Camera | Micro | Micro Studio 4k2/3" (2015) - Micro Studio 4k G2MFT (2023) | Micro Studio 4k2/3" (2015) - Micro Studio 4k G2MFT (2023) | Micro Studio 4k2/3" (2015) - Micro Studio 4k G2MFT (2023) |
| 65:65mm \| FF:Full Frame \| S35:Super 35 \| 2.5K:2.5k Sensor \| MFT:Micro Four Thirds \| 2/3":2/3" Sensor \| S16:Super 16 | | | | |

### Edição, Correção de Cor e Pós-Produção de Áudio
- DaVinci Resolve (versão gratuita) e DaVinci Resolve Studio (versão paga).[20]
- Blackmagic Fusion Studio (Efeitos Visuais, VR, 3D e Broadcast Graphics).[20]
- Consoles controladores de áudio/vídeo (teclado do editor, editor de velocidade, editor de replay do DaVinci Resolve, micro painel, mini painel, painel de micro cores do DaVinci Resolve, painel avançado, fader de canal do console Fairlight, controle de canal do console Fairlight, monitor LCD do console Fairlight, editor de áudio do console Fairlight, editor de áudio de desktop Fairlight, console de desktop Fairlight, interface de áudio Fairlight)
- Scanner de filme Cintel (gerações 1-3).[20][21]

### Produção ao vivo
- Transmissão doméstica: ATEM Mini, ATEM Mini Pro/ISO, ATEM Mini Extreme, ATEM Mini Extreme ISO (a série ATEM Mini possui variantes HDMI e SDI).
- Switchers de vídeo: ATEM 1,2 e 4 M/E Constellation HD, ATEM 1,2 e 4 M/E Constellation 4K, ATEM Constellation 8K, ATEM 1,2 e 4 M/E Production Studio 4K, ATEM Television Studio HD8 e HD8 ISO.[22]
- Controladores de Switcher e Câmera: Painel de Controle de Câmera ATEM, Painel Avançado ATEM 1 M/E, Painel Avançado ATEM 2 M/E, Painel Avançado ATEM 4 M/E.
- Chroma key: Ultimatte 12 HD Mini, Ultimatte 12 HD, Ultimatte 12 4K, Ultimatte 12 8K.[23]
- Gravação e armazenamento: HyperDeck Studio HD Mini, HyperDeck Studio HD Plus, HyperDeck Studio HD Plus, HyperDeck Studio 4K Pro, HyperDeck Extreme 8K HDR, HyperDeck Extreme 4K HDR, HyperDeck Extreme Control, HyperDeck Shuttle HD, Duplicator 4K, MultiDock 10G, Video Assist 7" 12G HDR, Video Assist 5" 12G HDR.

### Captura e reprodução
- UltraStudio 3G
- UltraStudio HD Mini
- UltraStudio 4K Mini
- UltraStudio 4K Extreme 3
- DeckLink (placas PCIe): Mini Gravador, Mini Monitor, Mini Monitor 4K, Mini Gravador 4K, Duo 2 Mini, Duo 2, Quad 2, SDI 4K, Studio 4K, 4K Extreme 12G, 8K Pro, Quad HDMI Recorder

### Armazenamento em rede
- Cloud Store: 20 TB, 80 TB, 320 TB (Criado sob encomenda)
- Cloud Store Mini: 8 TB, 16 TB
- Cloud Store Max: 24 TB, 48 TB
- Cloud Pod

### Conversores de transmissão
- Micro conversor: SDI / HDMI 3G bidirecional wPSU, HDMI para SDI 3G wPSU, SDI para HDMI 3G wPSU, SDI / HDMI 3G bidirecional, HDMI para SDI 3G, SDI para HDMI 3G.
- Mini conversores: Áudio para SDI, Fibra óptica 12G, SDI Multiplex 4K, Quad SDI para HDMI 4K, Distribuição SDI 4K, SDI para analógico 4K, Áudio para SDI 4K, SDI para áudio 4K, HDMI para SDI 6G, SDI para HDMI 6G.
- Teranex Mini: Distribuição SDI 12G, SDI para HDMI 12G, Áudio para SDI 12G, SDI para Analógico 12G, SDI para HDMI 8K HDR, SDI para DisplayPort 8K HDR

### Roteamento e distribuição de video
- Videohub 10x10 12G
- Videohub 20x20 12G
- Videohub 40x40 12G
- Videohub 80x80 12G